# 沙泰森湖
53°19′50″N 13°27′50″E / 53.330514°N 13.464003°E
沙泰森湖（德語：Scharteisensee），是德國的湖泊，位於該國東北部梅克倫堡-前波美拉尼亞州，由梅克倫堡湖區郡負責管轄，面積0.10平方公里，海拔高度87米，平均水深16米，最大水深31米，水體容量153萬立方米。